# Zhomart Yerzhan
Zhomart Yerzhan est un boxeur kazakh né le 10 juin 1993.

## Carrière
Sa carrière amateur est principalement marquée par une médaille de bronze remportée aux championnats du monde de 2017 dans la catégorie des poids mi-mouches.

## Palmarès

### Championnats du monde
- Médaille de bronze en -49 kg en 2017 à Hambourg, Allemagne